# Microesfera de plástico

Países donde estaba prohibido su fabricación y uso en 2018; en 2020 se añadieron China, Irlanda e Italia.

Las microesferas o microperlas son partículas fabricadas de plástico de menos de un milímetro en su mayor tamaño. Se fabrican con mayor frecuencia con polietileno, pero pueden ser de otros plásticos petroquímicos como el polipropileno y el poliestireno. Se utilizan en productos para el cuidado personal como exfoliantes, pastas dentales y en investigación biomédica y en ciencias de la salud.
Las microesferas pueden causar contaminación de partículas plásticas del agua y suponen un peligro ambiental para los animales acuáticos en aguas dulces y oceánicas. En Estados Unidos, la Ley Microbead-Free Waters Act 2015 eliminó las microesferas en cosméticos para exfoliación desde julio de 2017. Varios otros países también han prohibido las microesferas de los cosméticos por exfoliación, incluidos Canadá, Francia, Nueva Zelanda, Suecia, Taiwán y el Reino Unido.